# Shaun Williams
Shaun Williams, född 13 april 1998, är en sydafrikansk rugbyspelare. Han ingick i det sydafrikanska lag som tog brons i sjumannarugby vid OS 2024 i Paris.